# Мальцева, Евгения Владимировна
Евгения Владимировна Мальцева/Evgeniya Maltseva (Eva Malts) (30 марта 1983, Ижевск) — российская художница.

## Биография
Родилась 30 марта 1983 года в Ижевске.
В 1997 году окончила в ДШИ № 12 Ижевска. В 2005 году окончила отделение ИЗО Института искусств и дизайна Удмуртского государственного университета. Училась у ижевского художника Сергея Орлова, создателя мифо-художественных направлений «реликтовый стиль» и «провинциально-философский примитивизм», бывшего участника независимой арт-группы «Лодка», входившей, в свою очередь, в арт-группу «Танатос».
С 2005 по 2009 год стажировалась в Казани, в творческой мастерской живописи Российской Академии Художеств, под руководством Хариса Якупова. С 2008 член Союза художников России, с 2014 член Творческого союза художников России. Каждый год входит в топ-100 лучших молодых художников России по версии арт-рейтинга in-art.
Жила и работала в Казани, Москве, Ижевске.

## Награды
- 2012 II премия в номинации «Премия им. И. Е. Репина» в межрегиональном конкурсе в области современного академического искусства «Против течения».[3]
- 2014 Академическая премия президента Российской Академии Художеств Зураба Церетели.[4]
- 2015 стипендиат Министерства Культуры России.
- 2016 стипендиат Министерства Культуры России.
- 2017 стипендиат Министерства Культуры России.
- 2019 стипендиат Министерства Культуры России.

## Персональные выставки
- 2017 — Выставка графики, Российский Культурный Центр, Тривандрум, Индия.[4][5][6][7][8]
- 2017 — «Песнь Песней». Удмуртский Республиканский Музей Изобразительных Искусств[9][10][11]
- 2013 — «Brutality». Казань[12]
- 2012 — «Духовная брань». Галерея Марата Гельмана, Москва.[13][14][15][16]
- 2011 — «Masculine». Восточная галерея, Москва.[13]
- 2008 — «Эрос».[13]
- 2006 — «Антигламур».[13]

## Ярмарки
- 2011 ART-MOSCOW, ЦДХ, павильон «Восточной галереи», Москва, Россия.[17]
- 2019 World Art Dubai, World Trade Centre, соло-стенд, Дубай, ОАЭ.[18]
- 2019 Red Dot Miami, P.S. gallery, Майами, США.[19]
- 2020 Art-Russia, Fedini Gallery, Москва, Россия.[20][21]

## Групповые выставки
- 2010 Выставка «От противного», Винзавод, Москва.[22]
- 2011 IV Московская биеннале современного искусства,"Восточная галерея", Москва.[23]
- 2012 II межрегиональная академическая выставка «Красные ворота», Саратов, Самара, Пенза, Тольятти, Ульяновск, Казань, Чебоксары, Ижевск, Киров, Н.Новгород, Москва.[24][25]
- 2012 «ИЖЕВСКИЙ ЗАВОТ», музей Эрарта, Санкт-Петербург.[26]
- 2013 «Экспозиция эстетической энергии». Агентство Art.ru, Москва.[27]
- 2013 «ICONS». Креативное пространство ТКАЧИ, Санкт-Петербург.[28]
- 2013 Искусство против географии, Музей PERMM, Пермь.[29]
- 2014 Международная выставка NORDART, Kunstwerk Carlshütte, Бюдельсдорф, Германия.[30]
- 2014 Выставка «Хирургия». Коллекция М. Алшибая, Фонд культуры Екатерина, Москва.[31]
- 2014 Выставка российского современного искусства, Art — Monaco, Carré Doré Gallery, Monaco.
- 2015 Международная выставка «Между Волгой и Дунаем», Галерея З. Церетели, Москва.[32]
- 2015 Выставка русского искусства, поместье Kasteel Strijthagen, Ландграф, Голландия.
- 2015 Выставка стипендиатов Министерства Культуры РФ «Коллективное сознательное», Винзавод, Москва, Владикавказ, Казань.[33]
- 2016 ArtEco Week | НЕДЕЛЯ ИСКУССТВА И ЭКОЛОГИИ, Artlight, Санкт-Петербург.
- 2016 Выставка «Говорит Ижевск» в рамках V Московской международной биеннале молодого искусства, Музей Изобразительных Искусств УР, Ижевск; ЦТИ Фабрика, Москва).[34]
- 2017 ART RIOT: POST-SOVIET ACTIONISM, Saatchi Gallery, Лондон.[35][36][37][38][39]
- 2017 Эко-выставка СЛОИ, Галерея, Ижевск.[40][41]
- 2018 Сотворение Мира, Галерея X-MAX, Уфа.[42][43]
- 2018 Трагедия в углу, Музей Москвы, Москва, Колизей, Ижевск.[44][45]
- 2018 Красные ворота. Против течения, Москва, Саратов, Саранск, Тольятти, Казань.[46][47]
- 2018 ДАР, Удмуртский Республиканский Музей Изобразительных Искусств, Ижевск.[48][49]
- 2019 Созидание и разрушение, Санкт-Петербург, Волгоград, Калининград, Тольятти, Ставрополь, Москва.[50]

## Коллекции
Работы находятся в частных коллекциях:
Виктора Бондаренко, Андрея Герцева, Артура Чилингарова, Константина Григоришина, Марата Гельмана, Владимира Фролова, Михаила Алшибая, Николая Палажченко, актрисы Татьяны Васильевой, Сергея Доренко, Volker Diehl, Pierre-Cristian Brochet, Gil Petersil, Javier Garcia-Larrache, Luciano Benetton, John Mann.
Музейных коллекциях:
Московский Музей Современного Искусства, Москва; Музей Ижевска, Ижевск; Музей современного искусства, Саратов, Удмуртский Республиканский Музей Изобразительных Искусств, Ижевск.
Институциональных коллекциях:
Восточная галерея, Москва; Роснано, Москва; Агентство Art Ru, Москва, Российский Культурный Центр, Тривандрум, Индия.